# Страшимир Джамджиев
Страшимир Джамджиев е един от големите български преводачи от немски и от руски език. Превежда творби на някои от най-значимите автори на немската литература като Йохан Волфганг Гьоте, Ернст Теодор Амадеус Хофман, Хайнрих Хайне, Томас Ман, Стефан Цвайг и на руската литература като Леонид Леонов.

## Биография
Страшимир Геортиев Джамджиев произлиза от именит търновски род. Дълги години е работил като чиновник в БНБ. Той е голям почитател и познавач на германския философ Йозеф Шнайдерфранкен, известен с името Бо Йън Ра (Bô Yin Râ).

## Преводи

### От немски
1. Томас Ман, „Доктор Фаустус. Животът на немския композитор Адриан Леверкюн, разказан от един негов приятел“, роман, 1967, 1981
2. Стефан Цвайг, „Триумфът и трагедията на Еразъм Ротердамски, биографичен роман“, 1968, 1980
3. Ана Зегерс, „Доверие“, роман, 1970
4. Стефан Цвайг, „Еразъм; Магелан; Фуше“, биографични романи (с Димитър Стоевски), 1971
5. Гюнтер де Бройн, „Буриданово магаре“, роман, 1972
6. Едуард Клайн, „Солта на справедливостта“, роман, 1973
7. Ернст Теодор Амадеус Хофман, „Лешникотрошачката“, приказни повести, 1976
8. Томас Ман, „Литературна есеистика“, В 2 т., 1975-1976, 1978
9. Йохан Волфганг Гьоте, „Гьоте за литературата и за изкуството“, В 2 т., 1979
10. Стефан Цвайг, „Еразъм Ротердамски“, роман, 1980
11. Хайнрих Хайне, „Философска проза“, В 2 т., 1981
12. Ернст Теодор Амадеус Хофман, „Приказки“, 1981, 1994
13. Томас Ман, „Йосиф и неговите братя“, тетралогия, 1984
14. Стефан Цвайг, „Избрани творби“, В 5 т., 1987
15. Ернст Теодор Амадеус Хофман, „Избрани творби“, 1987
16. Ернст Теодор Амадеус Хофман, „Лешникотрошачката“, приказка, 1996
17. Томас Ман, „Есета в 6 тома“, 2000
18. Ернст Теодор Амадеус Хофман, „Приказни новели“, 2001
19. Томас Ман, „Йосиф в Египет“, роман, 2005

### От руски
1. Сатим Улуг-Зода, „Таджикски народни приказки“, 1954
2. Владимир Ф. Трендяков, „Чудотворната“, повест, 1961
3. Варткес Тевекелян, „Гранитът не се топи: Из записките на един чекист“, роман, 1963
4. Григорий Ф. Квитка–Основяненко, „Пан Халявски“, роман, 1963
5. Вил Липатов, „Зъб-мъдрец“, повест, 1963
6. Олег Игнатиев, „Бразилия – гигантът на тропика“, пътепис, 1964
7. Леонид Леонов, „Крадец“, роман, 1964
8. Олес Гончар, „Тронка“, роман в новели, 1965
9. Леонид Леонов, „Път към океана“, роман, 1968
10. Леонид Леонов, „Скутаревски“, роман, 1969
11. „Научно–фантастични разкази“, сборник, 1969
12. Леонид Леонов, „Златната карета“, пиеса, 1970
13. Александър П. Довженко, „Избрани произведения“, 1974
14. Георгий К. Жуков, „Спомени и размисли за Отечествената война 1941-1945“, 1976